# Jerry Donahue
Jerry Donahue (Manhattan, 24 settembre 1946) è un chitarrista statunitense.

## Biografia
Nato a Manhattan (New York City), è figlio del musicista jazz Sam Donahue e dell'attrice Patricia Donahue. 
Dopo essersi trasferito in Inghilterra, diventa un elemento importante sulla scena folk rock britannica. 
Nel 1970 è entrato a far parte del gruppo Fotheringay, che pubblicò solo l'eponimo album in studio. Dal 1972 al 1975 ha fatto parte del gruppo musicale Fairport Convention.
In seguito ha registrato e/o è stato in tour con artisti come Joan Armatrading, Gerry Rafferty, Robert Plant, Elton John, The Proclaimers, Johnny Hallyday, Gary Wright, Cliff Richard, Chris Rea, Warren Zevon, Bonnie Raitt, Hank Marvin, Roy Orbison, Nanci Griffith, Iain Matthews, The Beach Boys e The Yardbirds. 
Nel 1990 ha fondato un gruppo chiamato The Hellecasters, insieme a Will Ray e John Jorgenson. 
Nel 2004 prende parte al progetto blues The Electric Revelators.
Nel luglio 2016 ha subito un ictus paralizzante; alcune settimane dopo i suoi medici affermarono che probabilmente l'artista non avrebbe mai più suonato.